# Puy du Fou
Koordinaten: 46° 53′ 36″ N, 0° 55′ 55″ W
Puy du Fou ist ein historischer Themenpark in Les Epesses (zwischen Cholet und La Roche-sur-Yon) im Herzen der Vendée im Westen von Frankreich. Der Park hat laut eigenen Angaben im Jahr 2015 die Marke von 2 Millionen Besuchern pro Jahr erreicht und ist damit eines der beliebtesten Ausflugsziele Frankreichs. Laut einer Umfrage von TripAdvisor war Le Puy du Fou 2019 auf Platz 3 der Freizeitparks weltweit respektive Platz 1 in Europa.

## Geschichte
Die Geschichte von Puy du Fou als Themenpark begann im Jahr 1977, als der 27-jährige Student Philippe de Villiers (später ein rechtskonservativer französischer Politiker), zusammen mit Jean Saint Bris, einem jungen Produzenten von „son et lumière“-Shows im Loire-Tal, die Idee zu einer Show namens „Cinéscénie“ entwickelten.
Als sie eine Ruine eines alten Renaissance-Schlosses im Ort Les Epesses nahe Cholet entdeckten, schrieben sie ein Szenario über eine lokale Familie namens Maupillier (der Name eines Soldaten, der am Aufstand der Vendée während der Französischen Revolution teilgenommen hat). Das Stück erzählt die Geschichte der Region vom vierzehnten Jahrhundert bis zum Zweiten Weltkrieg.
Phillippe de Villiers und Jean Saint Bris gründeten einen Verein mit 600 Mitgliedern (heute ca. 4500) mit dem Namen „l’Association du Puy du Fou“, dessen Präsident der Sohn von Phillippe de Villiers, Nicolas de Villiers, ist.
Bei den ersten Aufführungen der Cinéscénie im Juni 1978 hatte die Show keinen besonderen Erfolg, was sich erst gegen Ende der ersten Saison änderte, und ab da wuchs die Veranstaltung zu einem großen Spektakel. Seitdem hat sich daraus eine kleine Industrie von Schauspielern, Requisiteuren und Trainern für die gezeigten Reit- und Fechtkünste entwickelt. Der „Grand Parc de Puy du Fou“ wurde 1989 neben der Cinéscénie eröffnet und ist einer der beliebtesten Themenparks in Frankreich. 2004 waren 98 % der Besucher mit ihrem Besuch zufrieden oder sehr zufrieden.
Seit 1998 gibt es die „Académies Junior“, die Shows außerhalb der Cinéscénie veranstaltet, wie die „Paris Paname“ in der „Halle Renaissance“ des Grand Parc im März 2008.
2011 fanden im Grand Parc de Puy du Fou die Team-Präsentationen der Tour de France statt, die damals in der Vendée begann.

## Attraktionen
Der Park hat insgesamt 19 verschiedene Attraktionen, von denen 6 Hauptattraktionen genannt werden, die zwischen 25 und 40 Minuten laufen:

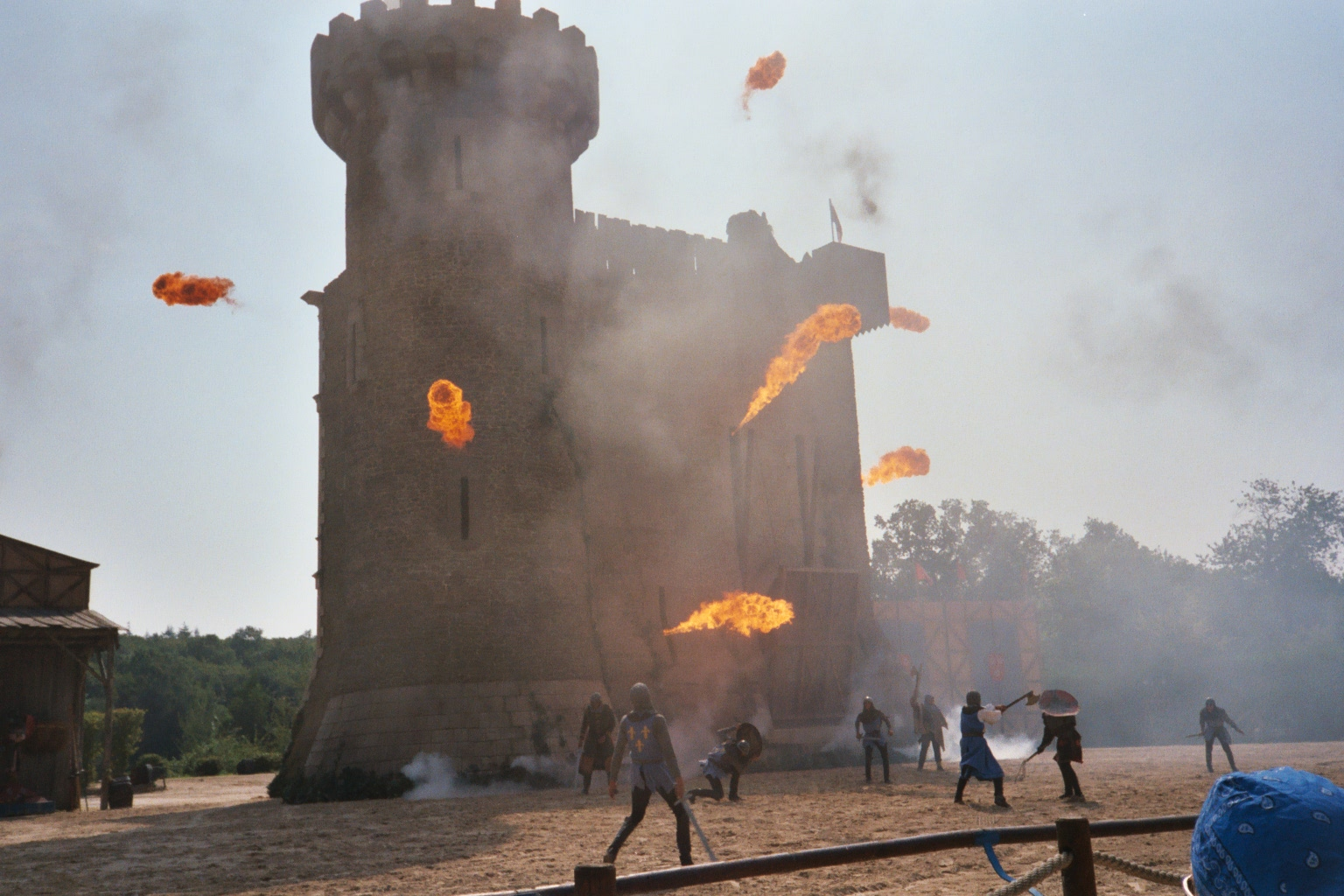
Das Geheimnis der Lanze

- Secret de la Lance (Geheimnis der Lanze) spielt vor der Kulisse einer mittelalterlichen Burg. Es erzählt die Geschichte einer jungen Schäferin, die mit Hilfe einer Lanze mit übernatürlichen Kräften ihren Bergfried gegen englische Ritter verteidigen muss.  (4000 Sitzplätze)

- Les Vikings (Die Wikinger) spielt in einer Festung um das Jahr 1000, die von Wikingern mit einem Langschiff angegriffen wird. Die Spezialeffekte enthalten die Ankunft eines Langbootes von unter Wasser sowie einen Heiligen, der übers Wasser geht. (3500 Sitzplätze)

- Le Signe du Triomphe (Das Zeichen des Triumphs) spielt im Nachbau eines römischen Amphitheaters, das 115 m lang und 75 m breit ist. Darin wird eine historisierende Parade abgehalten sowie Gladiatorenkämpfe, Wagenrennen und die Exekution von Gefangenen. Ein Teil der Aufführung besteht aus einer Löwen- und Tigerdressur.  (7000 Sitzplätze)

- Le Bal des Oiseaux Fantômes (Der Tanz der Geistervögel). Dutzende Raubvögel kommen aus den Ruinen einer Schlossanlage hervor und fliegen knapp über die Köpfe der Besucher. Viele der größeren Vögel starten von einem Ballon, der sehr hoch steht. Die Show endet mit ca. 150 Vögeln, die alle gleichzeitig um das Publikum fliegen.  (3000 Sitzplätze)

- Mousquetaire de Richelieu (Musketiere des Richelieu) zeigt Musketiere beim Fechten und traditionelle, an Flamenco erinnernde Tänze auf einer überfluteten Bühne zusammen mit einer Pferdedressur. Diese Show findet in einem Saal und teils in kompletter Dunkelheit statt. (3000 Sitzplätze)

- Le Dernier Panache (Der letzte Federbusch) handelt von dem jungen General François Athanase de Charette de la Contrie, welcher die Bevölkerung der Vendée im Aufstand anführt. Dabei wird die Tribüne 360° in einen Ring, bestehend aus 6 Bühnen gedreht. (2400 Sitzplätze)

- Les Orgues de Feu (Die Feuerorgel), seit 2020 Les Noces de feu (Die Feuerhochzeit): Seit 2010 präsentierte der Grand Parc an ausgewählten Tagen nach Sonnenuntergang eine Abendshow auf dem kleinen See (außer freitags und samstags in der Sommersaison). Diese Show spielt vollständig auf Wasser und stellt mittels 17 Darstellern, Feuer und Wassereffekten die Liebesgeschichte zweier Musiker zur Musik von Mozart, Delerue, Bach und Bizet dar. Dafür wurde ein einzigartiges, 500 Meter langes Schienensystem unter Wasser verbaut, um die Darsteller über den See gleiten zu lassen.  (10000 Sitz- und Stehplätze) In der seit 2020 gezeigten Fassung wird u. a. Musik von Beethoven, Saint-Saëns, Tschaikowski und Bach eingesetzt.

Zudem werden noch kleinere Shows sowie kontinuierliche Durchlauferlebnisse angeboten:
- Les Chevaliers de la Table Ronde (Ritter der Tafelrunde), Der verstorbene König hat keine Nachfahren, weshalb die Ritter der Tafelrunde die Thronfolge unter sich ausmachen. Kurze Aufführung mit Groß-Illusionen, Spezialeffekten sowie einer versenkten Tafel im See. (1500 Sitzplätze) Wird 2025 durch die neugestaltete Show L'Épée du roi Arthur (1800 Plätze) zum gleichen historischen Themenkomplex ersetzt.
- Les Amoureux de Verdun (Die Verliebten von Verdun), Kontinuierliche Show, welche das Leben im Schützengraben an der Front des Ersten Weltkrieges zeigt. Ein Soldat schreibt Briefe an seine Geliebte zuhause und hofft, sie bald wieder zu sehen.
- La Renaissance du Château (Die Renaissance des Schlosses), Kontinuierliche Show. Die Besucher begeben sich auf eine Tour durch das alte Schloss von Puy du Fou, dabei treffen sie auf die Schlossherren, den Künstler, den Kerkerwächter sowie viele andere Gestalten. Teil der Show ist die Ausstellung des Ringes der Jeanne d’Arc, welcher am 26. Februar 2016 für 377000 Euro von Philippe de Villiers gekauft wurde.[5]
- Le Mystere de la Perouse (Das Mysterium des Perouse) Kontinuierliche Show, welche in einem sich bewegenden Schiff spielt, welches nach und nach untergeht. Dabei wird die Geschichte um das Verschwinden der „Boussole“ mit ihrem Kapitän Jean-François de La Pérouse erzählt.
- Le Premier Royaume (Das erste Königreich), Kontinuierliche Show über die Geschichte Chlodwigs I., des ersten Königs Frankreichs.

- Le Grand Carillon (Großes Glockenspiel)
- Les Grand Eaux (Große Fontänenshow, tagsüber auf dem See der Show Les Orgues de Feu)
- Les Automates Musiciens du Bourg 1900 (Musik-Show)
- Les Ballet des Sapeurs (Show der Kinder der Puy du Fou Akademie)

Alle Vorstellungen werden auf Französisch präsentiert. Eine Übersetzung für die meisten Shows über eine App ist in mehreren Sprachen, darunter in Deutsch, erhältlich. Einige der kleineren Darbietungen werden nicht übersetzt.

## Ehemalige Attraktionen
- L’Odyssée du Puy du Fou (Attraktion mit Wasser-Show), bis 2018, Gebäude weiterverwendet und erweitert für Le Premier Royaume
- Chemin de la mémoire (Durchlauf-Attraktion), bis 2015, Fläche verwendet für Le Mystere de la Perouse
- La légende de Martin (Puppenspiel), bis 2016, Fläche verwendet für Buffet-Restaurant La Mijoterie du Roy Henry
- Les Musiciens Traditionels (Musik-Show), bis 2016, Fläche verwendet für Le Grand Carillon

## Le Cinéscénie
Die 100 Minuten dauernde Hauptshow findet am Abend auf einer 23 Hektar großen Außenbühne mit etwa 13´000 Zuschauerplätzen statt. Sie erzählt die Geschichte der letzten 700 Jahre der Region. Le Cinéscénie rühmt sich der größten Bühne der Welt, 2600 Akteure, hunderten von Pferden, 142 Wasserfontänen, 30 Drohnen und hunderten Feuerwerkskörpern pro Aufführung. Der gesamte Dialog ist in französischer Sprache. Eine Übersetzung in mehrere Sprachen wie Englisch, Deutsch und Niederländisch wird über eine App angeboten. Alle Schauspieler (auch viele Kinder) kommen aus den Orten der Umgebung und sind Freiwillige. Le Cinéscénie wird nur zur Hauptsaison jeweils freitags und samstags aufgeführt und muss separat gebucht werden.

## Hotels
- La Villa Gallo-Romaine (2007, 100 Zimmer)
- Le Logis de Lescure (2009, 4 Suiten)
- Le Camp du Drap D'Or (2014, 100 Zimmer)
- Les Îles de Clovis (2010, 100 Zimmer)
- La Citadelle (2017, 100 Zimmer)

## Auszeichnungen
- Am 13. August 2011 gewann Puy du Fou den silbernen Jupiter beim „Internationale des Feux Loto Quebec“, einem großen internationalen Wettbewerb der Pyrotechnik in Montréal.[8][9]
- Am 17. März 2012 wurde Puy du Fou von „Thea Classic Award 2012“ in Los Angeles zum „World’s best theme park“ gekürt.[10]
- 2013: Der Park erhielt den Titel „best European theme park“ von Parksmania Awards in Italien.[11]
- 2014: Der Park erhielt den Applause Award von der International Association of Amusement Parks and Attractions.[12]

## Kritik
Der Freizeitpark Puy du Fou ist in Frankreich umstritten und wird von zahlreichen Historikern für seine ideologisch geprägte Darstellung der Geschichte, insbesondere der Vendée-Kriege, kritisiert. Experten wie Michel Vovelle, Jean-Clément Martin und Guillaume Mazeau werfen dem Park eine verfälschende, gegenrevolutionäre Geschichtsinterpretation vor, die eine romantisierte, religiös-nationalistische Erzählung propagiert. Die Cinéscénie und andere Inszenierungen stellen die Vendée-Bevölkerung als einheitliches, unterdrücktes Volk dar und minimieren die inneren Konflikte sowie die komplexe Realität der Französischen Revolution. Kritiker sehen darin eine bewusste politische Instrumentalisierung der Geschichte durch den Gründer Philippe de Villiers, dessen konservative und identitäre Agenda sich auch in den internationalen Expansionsplänen des Parks widerspiegelt. Zudem wird der Park für fragwürdige Arbeitsbedingungen, politische Einflussnahme und ideologische Nähe zu ultrakonservativen Kreisen kritisiert. Über den Freizeitpark und seine Produktionen wurde auch in verschiedenen deutschsprachigen Zeitungen, so etwa in der Frankfurter Allgemeinen Zeitung, kritisch berichtet.